# Павлищев, Иван Степанович
Ива́н Степа́нович Павли́щев (2 [17] февраля 1886 (по др. сведениям 15 [27] апреля 1895); Градский Умёт, Кирсановский уезд, Тамбовская губерния, Российская империя — 29 марта 1919; Яраничи, Сарапульский уезд, Вятская губерния, РСФСР) — поручик Русской императорской и в дальнейшем комбриг Красной армии. Участник Первой мировой и Гражданской войн. Сыграл значительную роль в строительстве Красной армии на Урале.

## Биография
Родился в 1886 году в деревне Градский Умёт Кирсановского уезда Тамбовской губернии. Окончил Минскую гимназию. Работал учителем начальной школы.
Высочайшим приказом от 22 апреля 1916 года выпускник 1-й одесской школы для подготовки офицеров унтер-офицер Иван Павлищев был произведён в прапорщики запаса армейской пехоты и определён в Нежинский 137-й пехотный полк.
Проходил службу в 6-м Сибирском стрелковом корпусе, отведённым во время первой мировой войны в Екатеринбург с фронта на переформирование.
С марта 1918 года военспец сформированного тогда 1-го Уральского стрелкового полка РККА, который явился первой красноармейской частью на Урале, а в начале апреля был назначен помощником командира полка. Находился под непосредственным руководством В. К. Блюхера, с которым с мая того же года воевал на Дутовском фронте. Участвовал в боях в районах Верхнеуральска, Белорецка, под Уфой и Иглино.
В связи с отъездом командира 1-го Уральского стрелкового полка П. П. Браницкого, И. С. Павлищев был назначен на его должность. Отличился в ходе рейда Уральского партизанского отряда В. К. Блюхера в июле—сентябре 1918 года. После слияния партизанского соединения с 4-й Уральской дивизией (с 11 ноября 1918 — 30-я стрелковая) в сентябре назначен командиром 3-й (в дальнейшем — 90-я стрелковая) бригады. Защищал Пермь от наступления Колчака.
Погиб 29 марта 1919 года у деревни Яраничи Сарапульского уезда Вятской губернии. 10 апреля был похоронен в Вятке (ныне Киров).